# NSW Conference League North
La NSW Conference League North è il 4º livello della lega statale Football NSW. Divide questo livello con la NSW Conference League South. Nacque nel 2007 quando le vecchie NSW State Division 3 e Division 2 furono fuse per creare una divisione nel NSW Soccer League System. Originariamente aveva otto squadre, ma poi il Western Rage pulled si è tirato fuori dalla competizione.

## Stagione 2007
Le squadre in gara sono state:
- Balmain
- Bathurst '75
- Geenisland
- Hawkesbury City
- Prospect United
- Roosters FC
- White City

| Tabella stagionale | W  | D | L  | G/F | G/A | G/D | Pts |
| ------------------ | -- | - | -- | --- | --- | --- | --- |
| Greenisland        | 10 | 2 | 6  | 36  | 22  | 14  | 32  |
| Roosters FC        | 9  | 5 | 4  | 36  | 26  | 10  | 32  |
| Prospect United    | 9  | 2 | 7  | 31  | 29  | 2   | 29  |
| Balmain            | 8  | 3 | 7  | 33  | 22  | 11  | 27  |
| Bathurst '75       | 7  | 2 | 9  | 22  | 28  | -6  | 23  |
| Hawkesbury City    | 6  | 3 | 9  | 23  | 34  | -11 | 21  |
| White City         | 5  | 1 | 12 | 21  | 41  | -20 | 16  |

Campione della Conference North
| Stagione | Campioni    | Finalista   | Minor Premiers |
| -------- | ----------- | ----------- | -------------- |
| 2007     | Greenisland | Roosters FC | Greenisland    |

Campione assoluto di Conference
| Stagione | Campioni        | Punteggio | Finalista           |
| -------- | --------------- | --------- | ------------------- |
| 2007     | Hurtsville City | 5-0       | Lakemba Sports Club |